# Xiaomi Mi 11 Lite
Xiaomi Mi 11 Lite — лінія смартфонів компанії Xiaomi. Лінія складається з Xiaomi Mi 11 Lite, Xiaomi Mi 11 Lite 5G та Xiaomi 11 Lite 5G NE. Xiaomi Mi 11 Lite та Mi 11 Lite 5G позиціонуються спрощеними версіями Xiaomi Mi 11, а Xiaomi 11 Lite 5G NE (New Edition) — оновленою версією Mi 11 Lite 5G. Xiaomi Mi 11 Lite та Mi 11 Lite 5G були представлені 29 березня 2021 року,  а 11 Lite 5G NE — 15 вересня 2021 року разом з лінією Xiaomi 11T. Онсовними відмінностями між моделями є підтримка 5G у 5G-моделей та різні процесори.
В Україні Mi 11 Lite поступив у продаж зразу після презентації, а Mi 11 Lite 5G став доступним в квітні 2021 року. В Китаї Xiaomi Mi 11 Lite 5G продавався під назвою Xiaomi Mi 11 Youth Edition (кит. 小米11青春版).
В Індії Xiaomi 11 Lite 5G NE продавався під трохи зміненою назвою Xiaomi 11 Lite NE, що позиціонується як оновлена версія Mi 11 Lite (Mi 11 Lite 5G не був офіційно представлений в Індії) і має деякі відмінності в інтерфейсах. В Китаї дана модель була доступна під назвою Xiaomi Mi 11 LE (Lite Edition) (кит. Xiaomi 11 青春活力版; дослівно Xiaomi 11 Youth Vitality Edition).

## Дизайн

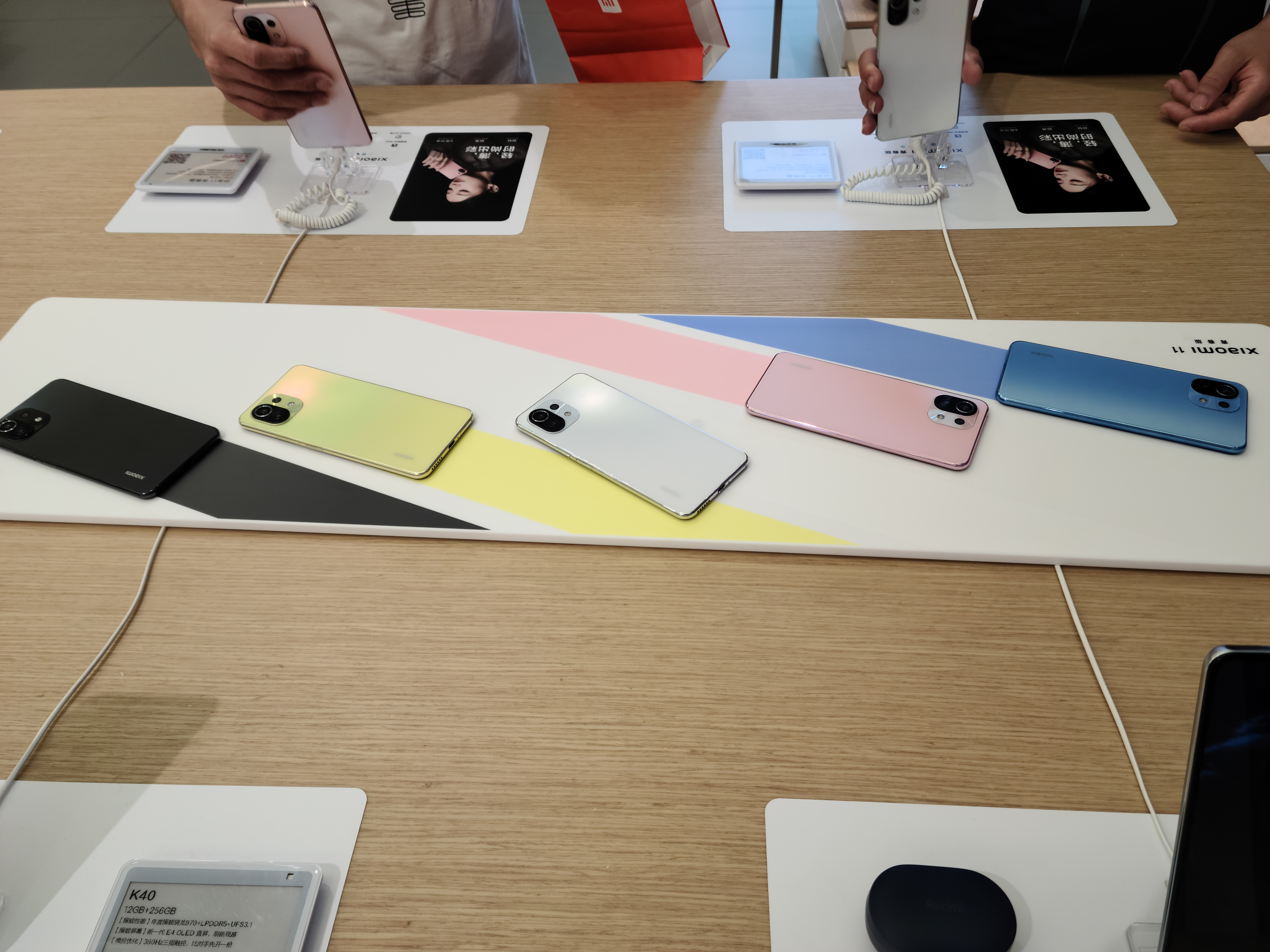
Варіанти кольорів Mi 11 Lite/Lite 5G

Екран Mi 11 Lite та Xiaomi 11 Lite 5G NE захищений склом Corning Gorilla Glass 5, а Mi 11 Lite 5G — Gorilla Glass 6. Задня панель виконана зі скла. Бокова частина виконана з пластику.
За дизайном смартфони подібні до Xiaomi Mi 11, але на відміну від старшої моделі, вони отримали пласке скло з обох боків.
Знизу розміщенні роз'єм USB-C, динамік, мікрофон та гібридний слот під 2 SIM-картки або під 1 SIM-картку і карту пам'яті формату microSD до 1 ТБ. Зверху розташовані другий мікрофон та ІЧ-порт. З правого боку розміщені кнопки регулювання гучності та кнопка блокування смартфона, в яку вбудований сканер відбитків пальців..
Xiaomi Mi 11 Lite продавався в 3 кольорах: Boba Black (глянцевий чорний), Bubblegum Blue (синій) та Peach Pink (рожевий).
Xiaomi Mi 11 Lite 5G продавався в 3 кольорах: Truffle Black (матовий чорний), Mint Green (зелений) та Citrus Yellow (жовтий).
Xiaomi 11 Lite 5G NE продавався в 4 кольорах: Truffle Black (матовий чорний), Bubblegum Blue (синій), Peach Pink (рожевий) та Snowflake White (білий з блискітко-подібним візерунком).

## Технічні характеристики

### Платформа
Mi 11 Lite отримав процесор Qualcomm Snapdragon 732G та графічний процесор Adreno 618.
Mi 11 Lite 5G отримав процесор Qualcomm Snapdragon 780G та графічний процесор Adreno 642. Це перший смартфон з даним процесором.
Xiaomi 11 Lite 5G NE отримав процесор Qualcomm Snapdragon 778G та графічний процесор Adreno 642L.

### Батарея
Батарея отримала об'єм 4250 мА·год та підтримку швидкої зарядки на 33 Вт.

### Камера
Смартфони отримали основну потрійну камеру із ширококутним об'єктивом на 64 Мп з діафрагмою f/1.79 і фазовим автофокусом, надширококутним об'єктивом на 8 Мп з діафрагмою f/2.2 та макрооб'єктивом на 5 Мп, з діафрагмою f/2.4 (макро). Основна камера вміє записувати відео в роздільній здатності 4K@30fps.
Фронтальна камера 4G-версії отримала роздільність 16 Мп та діафрагму f/2.45 (ширококутний), а версій з 5G — 20 Мп і f/2.2 (ширококутний) відповідно. Всі моделі вміють записувати відео на фронтальну камеру із роздільною здатністю 1080p@30fps.

### Екран
Екран AMOLED, 6,55", FullHD+ (2400 × 1080) зі щільністю пікселів 402 ppi, співвідношенням сторін 20:9, частотою оновлення дисплея 90 Гц та круглим вирізом під фронтальну камеру, що розміщений зверху в лівому кутку. Також Mi 11 Lite отримав підтримку HDR10, а Mi 11 Lite 5G та 11 Lite 5G NE — HDR10+.

### Звук
Смартфони отримали стереодинаміки. Роль другого динаміка виконує розмовний.

### Пам'ять
Mi 11 Lite продавався в комплектаціях 6/64, 6/128 та 8/128 ГБ. В Україні були доступні тільки версії 6/64 та 6/128 ГБ.
Mi 11 Lite 5G та Xiaomi 11 Lite 5G NE продавалися в комплектаціях 6/128, 8/128 та 8/256 ГБ. В Україні Mi 11 Lite 5G був доступний тільки у версіях 6/128 та 8/128 ГБ, а Xiaomi 11 Lite 5G NE був доступний у версіях 8/128 та 8/256 ГБ.

### Програмне забезпечення
Mi 11 Lite та Mi 11 Lite 5G були випущені на MIUI 12 на базі Android 11 і оновлені до MIUI 14 на базі Android 13, а Xiaomi 11 Lite 5G NE — на MIUI 12.5 на базі Android 11 та Xiaomi HyperOS 2 на базі Android 14 відповідно.

## Критика

### Сканер відбитків пальців
У багатьох користувачів Mi 11 Lite та Mi 11 Lite 5G з часом переставав працювати сканер відбитків пальців. Спочатку він міг почати погано спрацьовувати, а після перезавантаження зникав пункт сканера відбитків пальців з налаштувань. У моделі Xiaomi 11 Lite 5G NE ця проблема вже не спостерігається.